# Ібракаєво
Ібрака́єво (рос. Ибракаево, башк. Ибраҡай) — присілок у складі Стерлібашевського району Башкортостану, Росія. Входить до складу Стерлібашевської сільської ради.
Населення — 404 особи (2010; 430 в 2002).
Національний склад:
- башкири — 99%